# Alerte aux Pieds-Bleus
Alerte aux Pieds-Bleus est la vingt-deuxième histoire de la série Lucky Luke par Morris. Elle est publiée pour la première fois en 1956, du no 938 au no 957 du journal Spirou, puis en album en 1958.

## Résumé
À Rattlesnake Valley, Arizona, Pedro Cucaracha sème le trouble en escroquant les habitants au poker. Lucky Luke qui s'y était arrêté par hasard, le surprend en train de jouer contre le shérif Jerry Grindstone, gardien de la paix de la ville. Grâce à sa dextérité en ce qui concerne la persuasion par les armes, le cow-boy n'a pas de mal à effrayer le tricheur d'origine mexicaine, qui s'enfuit en toute hâte. 
Cependant, pour se venger, le malfaiteur fait appel aux Pieds-Bleus, une tribu indienne de la sus-nommée vallée. Moyennant une compensation en nature — de l'alcool —, ces derniers engagent alors le siège de la ville, mais perdent finalement la partie, après avoir malencontreusement lancé une attaque au moment de l'arrivée de la cavalerie.

## Personnages
Rattlesnake
- Lucky Luke
- Jolly Jumper
- Pedro Cucaracha : escroc d'origine mexicaine, ayant roulé au poker la majorité de la ville de Rattlesnake.Il jure de se venger de Rattelsnake et de Lucky luke après s'être fait avoir par ce dernier. Il veut se venger en disant aux pieds bleus que la ville est remplies de caves de whisky.
- Le shérif Jerry Grindstone : shérif de Rattlesnake Valley, amateur de poker (même s'il y joue mal), il est très superstitieux, mais aussi très malchanceux. Habitant au-dessus de son bureau, on voit qu'il recherche un certain Smiley Smith dont la tête est mise à prix à 50 000 $.
- Médecin : chargé des examens médicaux de la population, il choisit les meilleurs hommes pour assurer la sécurité de la ville assiégée.
- Anna et Arthur : couple de personnes âgées, Arthur a participé à la guerre de Sécession.
- Télégraphiste : en raison de l'utilisation trop peu fréquente de ses services, il est au bord de la dépression.
- Ching Lee : vendeur de porcelaine chinoise, puis de casse-têtes de la même provenance.
- Bill Sparrow : habitant de Rattlesnake Valley. Traité de « Courte botte » par Pedro Cucaracha. Il est rusé  et très petit,il insulte et menace les pieds bleus pendant
- Goldsky : propriétaire d'un magasin général à Rattlesnake Valley. Durant le siège indien, il cache des victuailles essentielles à la population du village.

les Indiens
- Ours assoiffé : chef des Pieds-Bleus. A un goût avoué pour l'alcool et est prêt à déclencher une guerre pour accroître ses stocks.Il paraît bête et il est gros .
- Grand sorcier : Ours assoiffé n'est pas très patient avec lui car, quand on lui demande de la pluie, il n'obtient que du soleil, et quand on veut du soleil, il tombe des trombes d'eau.
- Tête de loup : chef des Pieds-Verts.
- Peau de chamois : chef des Pieds-Jaunes.
- Œil de faucon : Indien Pied-Bleu.
- Œil de bœuf : Indien Pied-Bleu.

## Historique
Morris a longtemps affirmé avoir réalisé seul cette histoire en raison de l'absence René Goscinny, parti aux États-Unis pour lancer un magazine (TV Family). Or, il n'y a plus de trace de voyage de Goscinny aux États-Unis après mai 1954, alors que l'histoire date de 1956 et que, d'ailleurs, TV Family était antérieur (1952-53). 
En réalité, le scénario de cette histoire est dû à Louis De Bevere, le frère de Morris. Les deux frères cohabitent alors dans la maison familiale à La Panne.  Goscinny écrira les scénarios de tous les albums suivants jusqu'à sa mort, en 1977.

## Publication

### Revues
L'histoire est parue dans le journal Spirou, du no 938 (5 avril 1956) au no 957 (16 août 1956).

### Album
Éditions Dupuis, no 10, 1958

## Adaptation
Cet album a été adapté dans la série animée Lucky Luke, diffusée pour la première fois en 1991.

## Sources
- www.bedetheque.com, « Lucky Luke » (consulté le 7 août 2008)
- www.lucky-luke.com, « Lucky Luke » (consulté le 7 août 2008)
- www.bdoubliees.com, « Parutions dans le journal de Spirou » (consulté le 7 août 2008)